# Palácio das Artes Rainha Sofia

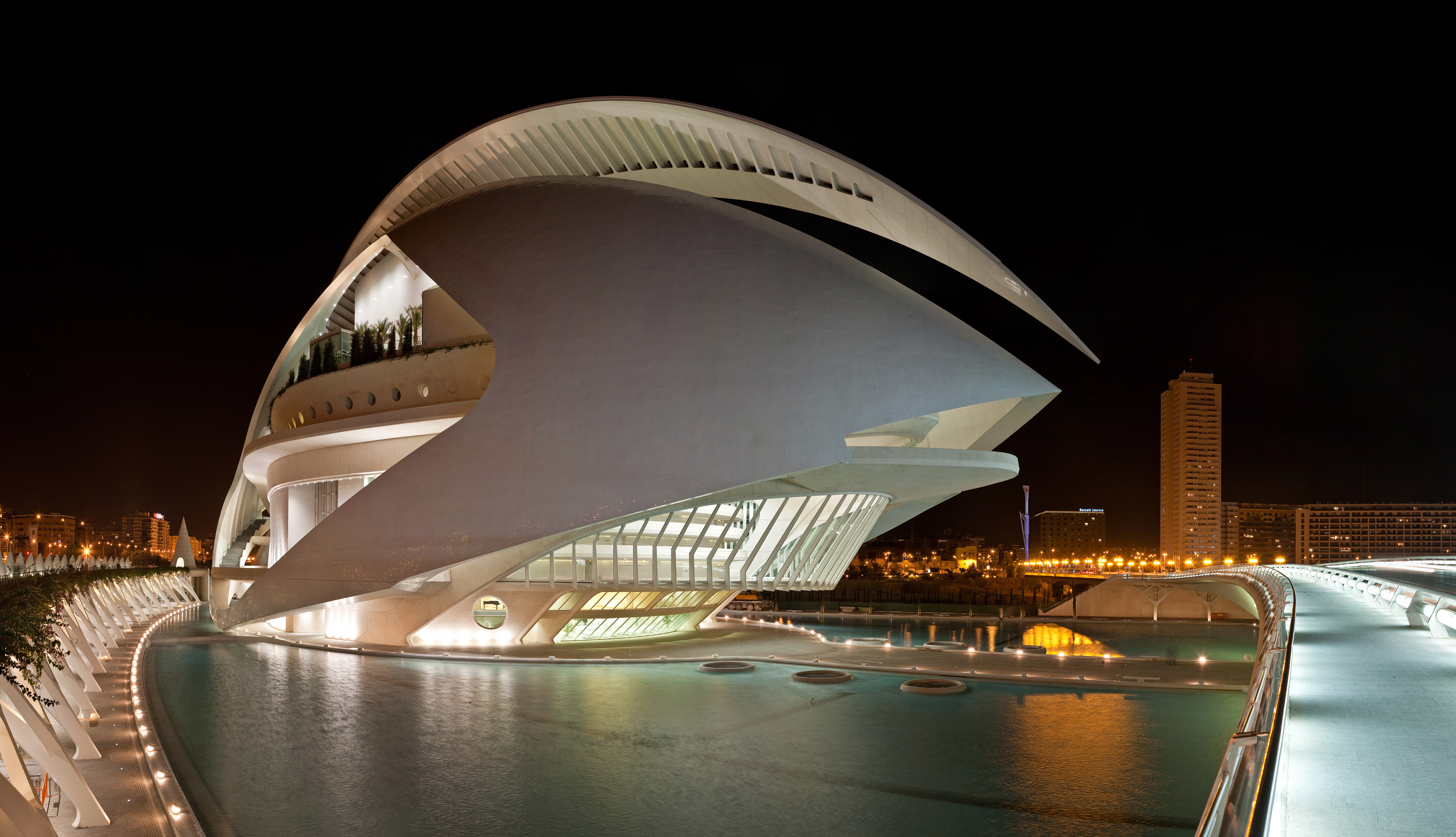
O Palácio.

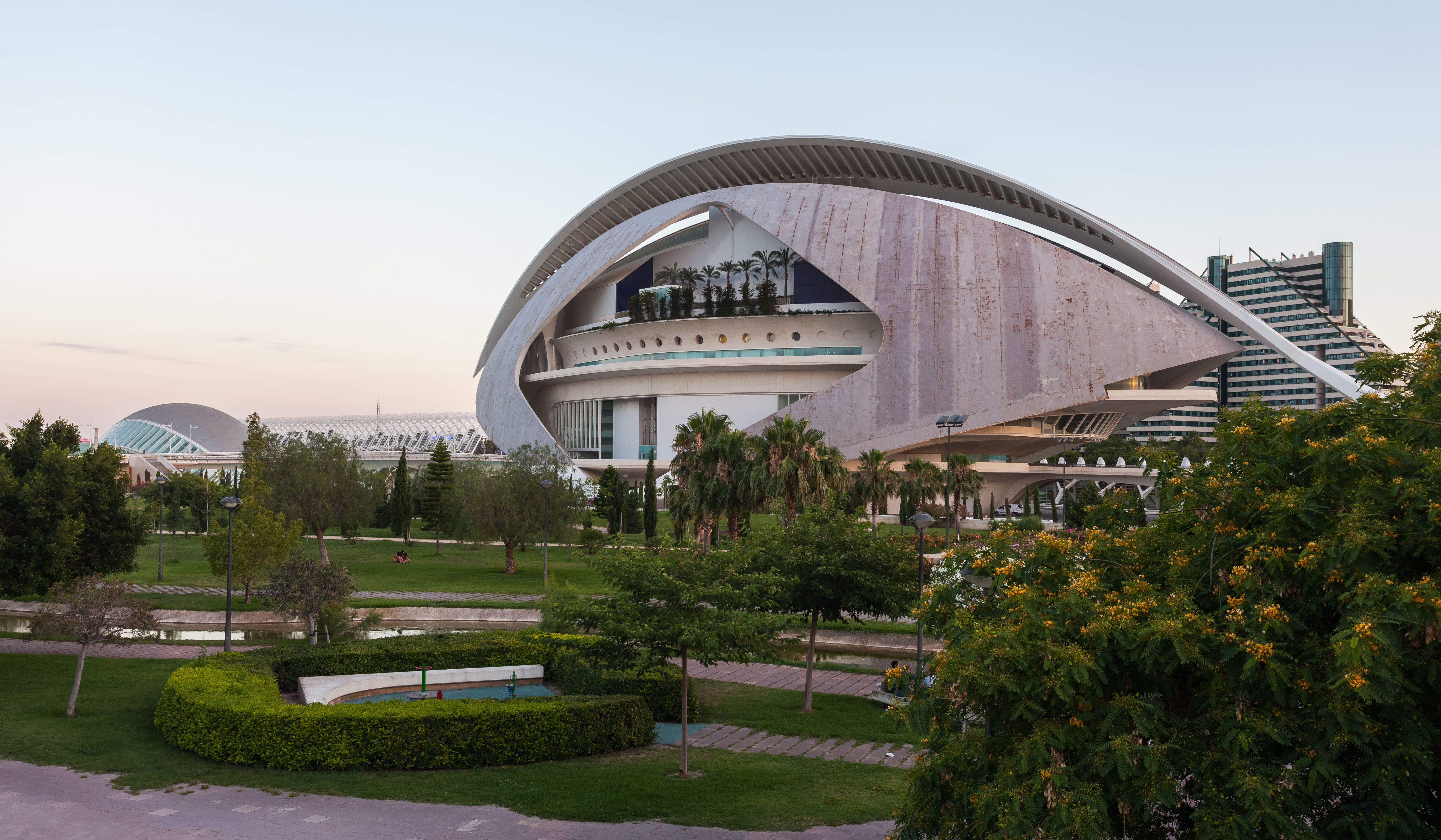

O Palácio das Artes Rainha Sofia  (em valenciano, Palau de les Arts Reina Sofia) é uma casa de ópera e centro cultural localizado em Valência, na Espanha. Foi inaugurado em 8 de outubro de 2005. A primeira obra ali encenada foi a ópera Fidelio, de Beethoven, em 25 de outubro de 2006. O Palácio faz parte do complexo arquitetônico da Cidade das Artes e das Ciências, projetado por Santiago Calatrava. 